# Antonio de Zuloaga
Antonio de Soloaga (ur. 23 stycznia 1659 w Logroño, zm. 21 stycznia 1722 w Limie) – hiszpański duchowny katolicki, dziewiąty arcybiskup limski oraz prymas Peru od 1714 r.

## Życiorys
Urodził się w 1659 r. w Logroño, w prowincji La Rioja jako syn Domingo de Soloaga i Any Gil. Kształcił się w szkole jezuickiej w Logroño, a później w Colegio de San Gregorio oraz na Uniwersytecie w Valladolid, gdzie uzyskał stopień doktora teologii.
Po otrzymaniu święceń kapłańskich pracował jako duszpasterz w parafiach w Almiruete i Villa de Torre de Beleña. Był opatem klasztoru w Burgos, w Kastylii i Leónie. W 1707 r. został mianowany biskupem Ceuty. Rządy w diecezji miał objąć w 1713 r., jednak nigdy tego nie dokonał, ponieważ 11 grudnia 1712 r. papież Klemens XI mianował go arcybiskupem metropolitą limskim i prymasem Peru. 22 maja 1714 r. przejął oficjalnie administrację archidiecezją, przy czym oficjalny ingres do katedry prymasowskiej w Limie odbył się dopiero w następnym roku, 7 kwietnia 1715 r.
Jako nowy arcybiskup zasłynął głównie z bardzo skromnego trybu życia, wprowadzając wiele oszczędności w wydatkach samego arcybiskupstwa, dbając głównie o kwestie związane z wiarą. Odbył też kilka podróży po archidiecezji wizytując wiele parafii. Dbał o karność i dyscyplinę duchowieństwa. Należał do gorących obrońców przywilejów Kościoła katolickiego, czemu dał wyraz po usunięciu z bazyliki klasztornej św. Franciszka w Limie Juana Manuela Ballesterosa, mordercy szukającego tam schronienia.
Zmarł w 1722 r. w pałacu arcybiskupim w Limie, w wieku 63 lat.